# アンセーニュ・ルー級駆逐艦
| アンセーニュ・ルー級駆逐艦     | アンセーニュ・ルー級駆逐艦 |
| ------------------------------ | --- |
| 竣工時の「アンセーニュ・ルー」 | |
| 艦級概観                       | |
| 艦種                           | 駆逐艦 |
| 艦名                           | 人名 |
| 前級                           | アバンチュリエ級 |
| 次級                           | アラブ級 |
| 性能諸元（）内はガボルドのもの | |
| 排水量                         | 常備：850トン（950トン） 満載：1,075トン |
| 全長                           | 82.6m（82.1m） |
| 全幅                           | 8.6m（8.21m） |
| 吃水                           | 3.0m（3.12m） |
| 機関                           | ド・テンム式重油専焼水管缶4基 +パーソンズ式直結タービン2基2軸推進 （ガボルドはノルマン式重油専焼水管缶4基+パーソンズ式ギヤード・タービン2基2軸推進） |
| 最大出力                       | 17,000shp（20,000shp） |
| 速力                           | 30.0ノット（31.0ノット） |
| 航続距離                       | 14ノット/1,400海里（14ノット/1,300海里） |
| 燃料                           | 重油：175トン（196トン） |
| 乗員                           | 76～81名（80名） |
| 兵装（1～2番艦）               | 10cm（45口径）単装速射砲1基 6.5cm（50口径）単装速射砲4基 45cm連装魚雷発射管2基                                                                       |
| 兵装（ガボルド）               | 10cm（45口径）単装速射砲3基 7.5cm（35口径）単装速射砲1基 55cm連装魚雷発射管2基                                                                       |

アンセーニュ・ルー級駆逐艦（あんせーにゅ・るーきゆうくちくかんClasse Enseigne Roux）はフランス海軍が第一次世界大戦中に就役させた駆逐艦の艦級である。

## 概要

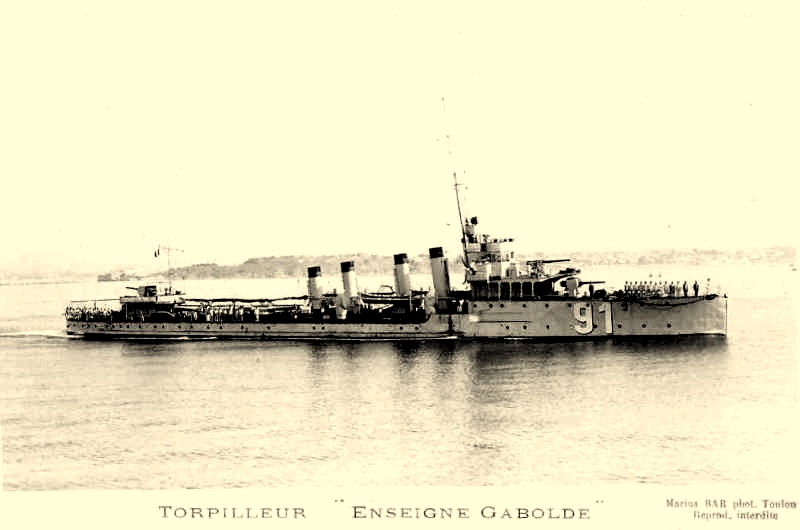
アンセーニュ・ガボルド

本級はフランス海軍が自国の通商保護のために建造したクラスである。第一次世界大戦中に資材を陸軍に優先して振り分けたために工程に遅れが生じ、「アンセーニュ・ガボルド」はフランス国産駆逐艦として初のギヤード・タービン搭載艦として改設計されて完成となった。このためガボルドは公試で最大出力26,000馬力で速力33.0ノットと言う俊足を発揮した。

## 同型艦
- アンセーニュ・ルー（Enseigne Roux）

ロッシュフォート造船所にて1913年12月に起工、1915年7月進水、1916年竣工。1936年に除籍後解体処分。
- メシャシェン・プリンシバル・レスティン（Mécanicien Principal Lestin）

ロッシュフォート造船所にて1913年に起工、1915年5月進水、1916年竣工。1935年に除籍後解体処分。
- アンセーニュ・ガボルド（Enseigne Gabolde）

ノルマン車・ル・アーブル造船所にて1914年6月に起工、1921年4月進水、1923年竣工。1938年に除籍後解体処分。

## 参考書籍
- 「Conway All The World's Fightingships 1906–1921」（Conway）